# Alain-Marc Nély

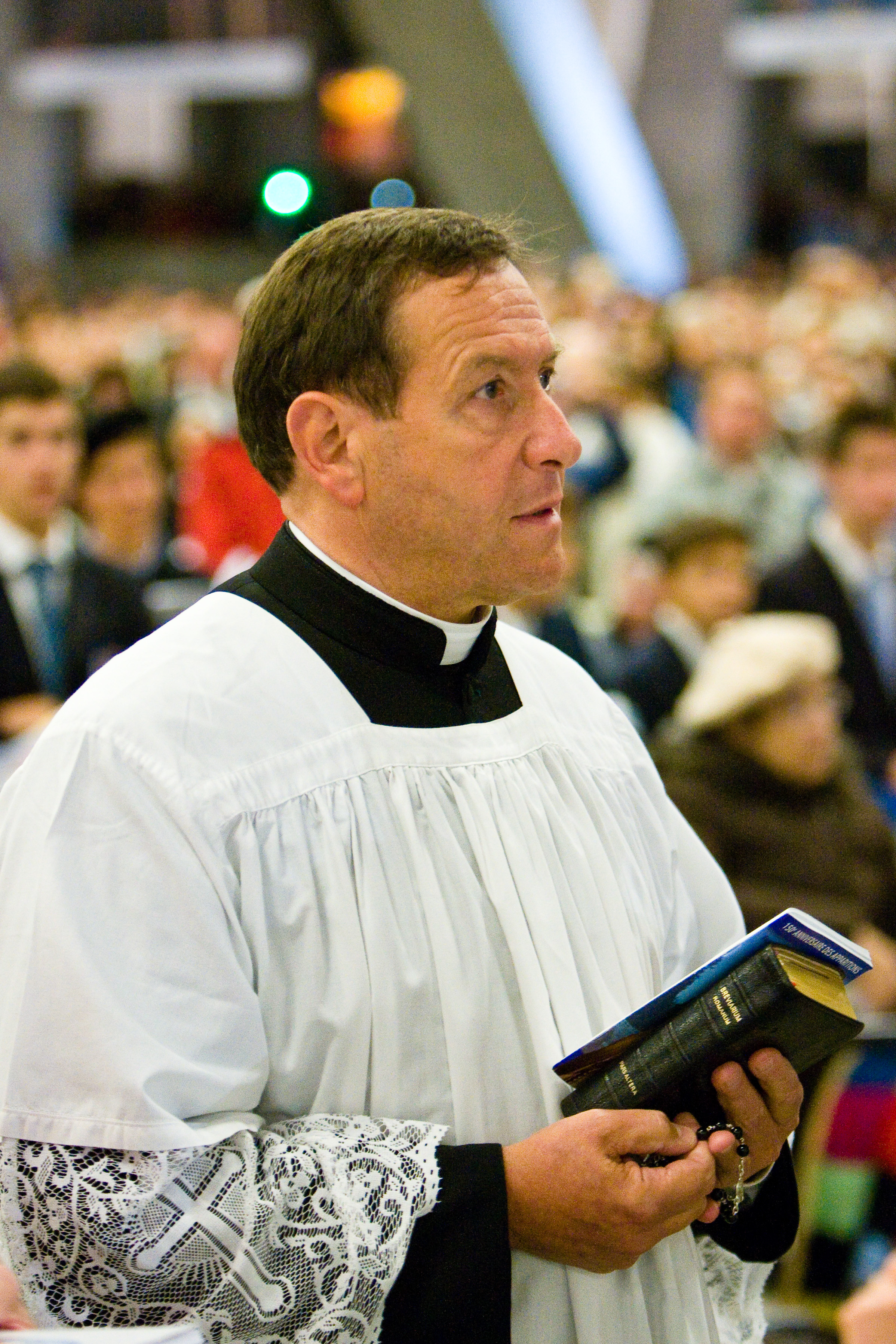
Pater Nely, Lourdes, 2008

Alain-Marc Nély FSSPX (* 18. Februar 1950 in La Ferté-sous-Jouarre) ist ein französischer Priester der Priesterbruderschaft St. Pius X.

## Leben
Nély trat 1979 in das Seminar der Priesterbruderschaft St. Pius X in Ecône (Schweiz) ein und erhielt 1984 von Erzbischof Marcel Lefebvre die Priesterweihe.
Von 1984 bis 1994 war er in der Leitung der Schule Saint Joseph des Carmes tätig. Anschließend übertrug man ihm für zehn Jahre das Priorat von Marseille. Von 2004 bis 2006 war er Oberer des Distrikts Italien der Priesterbruderschaft. Das Generalkapitel wählte ihn am 11. Juli 2006 zum Zweiten Assistenten der Priesterbruderschaft St. Pius X. In dieser Funktion unterstützte er Bischof Bernard Fellay, den damaligen Generaloberen.